# Swiss Indoors Basel 2016 - Qualificazioni singolare
Le qualificazioni del singolare dello Swiss Indoors Basel 2016 sono state un torneo di tennis preliminare per accedere alla fase finale della manifestazione. I vincitori dell'ultimo turno sono entrati di diritto nel tabellone principale. In caso di ritiro di uno o più giocatori aventi diritto a questi sono subentrati i lucky loser, ossia i giocatori che hanno perso nell'ultimo turno ma che avevano una classifica più alta rispetto agli altri partecipanti che avevano comunque perso nel turno finale.

## Teste di serie
1. Robin Haase (qualificato)
2. Paul-Henri Mathieu (primo turno)
3. Miša Zverev (qualificato)
4. Donald Young (qualificato)

1. Ričardas Berankis (qualificato)
2. Ivan Dodig (primo turno)
3. Ryan Harrison (ultimo turno)
4. Rajeev Ram (primo turno)

## Qualificati
1. Robin Haase
2. Ričardas Berankis

1. Miša Zverev
2. Donald Young

## Tabellone

### Legenda
| - Q = Qualificato - WC = Wild card - LL = Lucky loser | - ALT = Alternate - SE = Special Exempt - PR = Protected Ranking | - w/o = Walkover - r = Ritirato - d = Squalificato |

### Sezione 1
|  | Primo turno | Primo turno        | Primo turno   | Primo turno | Primo turno |  |  | Ultimo turno | Ultimo turno       | Ultimo turno       | Ultimo turno | Ultimo turno |  |
|  |             |                    |               |             |             |  |  |              |                    |                    |              |              |  |
|  | 1           | Robin Haase        | Robin Haase   | 6           | 6           |  |  |              |                    |                    |              |              |  |
|  |             | Pablo Andújar      | Pablo Andújar | 3           | 1           |  |  | 1            | Robin Haase        | Robin Haase        | 7            | 6            |  |
|  | WC          | Stefanos Tsitsipas | 4             | 7           | 6           |  |  | WC           | Stefanos Tsitsipas | Stefanos Tsitsipas | 62           | 4            |  |
|  | 8           | Rajeev Ram         | 6             | 63          | 2           |  |  |              |                    |                    |              |              |  |

### Sezione 2
|  | Primo turno | Primo turno        | Primo turno       | Primo turno | Primo turno |  |  | Ultimo turno | Ultimo turno      | Ultimo turno      | Ultimo turno | Ultimo turno |  |
|  |             |                    |                   |             |             |  |  |              |                   |                   |              |              |  |
|  | 2           | Paul-Henri Mathieu | 6                 | 3           | 64          |  |  |              |                   |                   |              |              |  |
|  | WC          | Adrien Bossel      | 3                 | 6           | 7           |  |  | WC           | Adrien Bossel     | Adrien Bossel     | 2            | 2            |  |
|  |             | Jozef Kovalík      | Jozef Kovalík     | 3           | 1           |  |  | 5            | Ričardas Berankis | Ričardas Berankis | 6            | 6            |  |
|  | 5           | Ričardas Berankis  | Ričardas Berankis | 6           | 6           |  |  |              |                   |                   |              |              |  |

### Sezione 3
|  | Primo turno | Primo turno    | Primo turno    | Primo turno | Primo turno |  |  | Ultimo turno | Ultimo turno  | Ultimo turno  | Ultimo turno | Ultimo turno |  |
|  |             |                |                |             |             |  |  |              |               |               |              |              |  |
|  | 3           | Miša Zverev    | Miša Zverev    | 6           | 7           |  |  |              |               |               |              |              |  |
|  |             | Vasek Pospisil | Vasek Pospisil | 4           | 65          |  |  | 3            | Miša Zverev   | Miša Zverev   | 7            | 6            |  |
|  | Alt         | Johan Nikles   | Johan Nikles   | 1           | 2           |  |  | 7            | Ryan Harrison | Ryan Harrison | 64           | 3            |  |
|  | 7           | Ryan Harrison  | Ryan Harrison  | 6           | 6           |  |  |              |               |               |              |              |  |

### Sezione 4
|  | Primo turno | Primo turno     | Primo turno     | Primo turno | Primo turno |  |  | Ultimo turno | Ultimo turno | Ultimo turno | Ultimo turno | Ultimo turno |  |
|  |             |                 |                 |             |             |  |  |              |              |              |              |              |  |
|  | 4           | Donald Young    | Donald Young    | 6           | 6           |  |  |              |              |              |              |              |  |
|  | WC          | Antoine Bellier | Antoine Bellier | 2           | 1           |  |  | 4            | Donald Young | Donald Young | 7            | 6            |  |
|  |             | Aldin Šetkić    | Aldin Šetkić    | 6           | 6           |  |  |              | Aldin Šetkić | Aldin Šetkić | 65           | 0            |  |
|  | 6           | Ivan Dodig      | Ivan Dodig      | 4           | 4           |  |  |              |              |              |              |              |  |